# Тьонкі ван Ренсбург
Тьонкі ван Ренсбург (англ. Tjonkie van Rensburg; ?, Клерксдорп, Північно-Західна провінція) — південноафриканський борець вільного стилю, чемпіон та срібний та призер чемпіонатів Африки, чемпіон Всеафриканських ігор.

## Життєпис

### Всеафриканські ігри 1999
Найкращою своєю перемогою в кар'єрі Тьонкі ван Ренсбург вважає перемогу у фіналі Всеафриканських ігор 1999 року. За три дні до початку цих змагань почав відчувати біль у животі. Наступного ранку він повзав в агонії, не в змозі сечуватися. Лікар південноафриканської команди Дімітрі Константіну був викликаний, і він негайно діагностував камінь у нирках і записав ван Ренсбурга в клініку. Це був день церемонії відкриття і шанси Тьонкі на участь в Іграх виглядали похмуро. Йому поставили спеціальну крапельницю та промили водою, і камінь зрештою вийшов наступного ранку. Ван Ренсбург був вільний від змагань того дня і вранці вирушив до Насрека на тренування. Тьонкі вирішив перевірити свою вагу на вагах і вжахнувся, тому що виявилося, що він набрав 6 кг ваги в лікарні. Уролог сказав, що він не зможе так сильно схуднути до зважування через два дні, і заборонив йому брати участь у змаганнях. Менеджер його команди Сарел Бестер теж сказав йому відмовитися від змагань. Ван Ренсбург благав надати йому більше часу та попросив Бестера відкласти своє рішення до дня зважування, яке мало відбутися о 18:00. У той день о 13:00 він усе ще важив 62,5 кг при необхідних 58 кг. Друг Тьонкі повів його до клубу здоров'я, де він одягнув спортивний костюм, пластиковий костюм на повну довжину та ще один спортивний костюм поверх цього, пішов у сауну та почав бігати та тренуватися. Він залишався в приміщенні по 15 хвилин, а потім виходив передихнути. Через годину він схуд на 2 кг. Ван Ренсбург перевдягнувся в сухий одяг, пішов ще на годину і схуд ще на 2 кг. У нього більше не лишилося сухого одягу, тому він пішов без одягу ще на 15 хвилин, але втратив лише близько 300 г. Була чверть на четверту, і він вирішив повернутися в Насрек, тому що думав, що скине решту ваги за останні дві години. Ван Ренсбург пройшов медичне обстеження і зважування, яке показало 57,9 кг, трохи менше допустимої норми.
Тієї ночі він випивав 500 мл пляшок спортивного напою кожні півгодини, щоб відновити гідратацію, але все ще відчував слабкість, коли наступного ранку пішов на змагання. На щастя, його мадагаскарський суперник не з'явився, і йому не довелося боротися до наступного ранку.
Потім він переміг алжирця Мохамеда Бенхамаді з рахунком 9-1, але повернувся на килим через 20 хвилин, щоб бороися з тунісцем Джаїді Абделькхадером. Він був надто втомленим, і в нього не залишилося сил, тому Тьонкі поступився суперникові з рахунком 3-2, але все одно набрав достатньо технічних очок, щоб вийти у фінал проти переможця іншої підгрупи.
На медичному огляді перед фіналом лікар сказав йому, що у нього занадто низький пульс, і йому поставили крапельницю. Іншим випадком удачі був фінал ван Ренсбурга, який був останнім того вечора, і він мав три години на відновлення. Він сказав лікареві, що повинен розпочати сутичку, щоб поборотися за медаль, але якщо він не почуватиметься добре, він зніметься після першого з двох раундів. За 30 секунд до завершення фінального поєдинку за золоту медаль Всеафриканських ігор між Тьонкі ван Ренсбургом і чинним чемпіоном Нігерії Тебе Доргу рахунок був рівний 3-3, але південноафриканський табір апелював до рефері вважаючи, що ван Ренсбург щойно набрав очко, яке не було присуджено. Коли Тьонкі лежав, задихаючись, на килимку, рефері призначив повтор по телебаченню. Нігерієць атакував ван Ренсбурга, але не зміг належним чином схопити його ноги, і ван Ренсбургу вдалося зайти нігерійцю за спину та поставити того на коліна, що було очковим ходом. Однак ця дія вивела обох борців із килима, і був даний свисток. Повтор підтвердив, що свисток пролунав до того, як південноафриканець збив нігерійця, тому не було зараховано жодного очка, але перерва, що тривала близько хвилини дала Тьонкі дорогоцінний час для відновлення. За лічені секунди до кінця поєдинку нігерієць провів прийом, який був оцінений в одне очко. Коли годинник над рингом показував п'ять секунд до кінця, борцям наказали повернутися в центр килима. Нігерієць перебував у позиції атаки в партері, коли поєдинок був зупинений, тому ван Ренсбургу довелося зайняти позицію в партері, поставивши коліна й руки на килимок, а Доргу став над ним, поклавши руки на спину південноафриканця. Стандартна реакція в такій ситуації полягає в тому, щоб борець, що захищається, негайно падає на живіт, щоб не дати супернику обійняти його руками і кинути. Зазвичай це призводить до свого роду глухого кута, коли обидва борці повзають по килиму, шукаючи вільного місця, і це може тривати від 30 секунд до хвилини чи більше. Однак у ван Ренсбурга не було цього часу, і він, замість того, щоб впасти на килим, схопив нігерійця за зап'ястя правої руки, яка обхопила його талію, і, перекотившись на спину, кинув нігерійця лівою рукою так, що той та впав на спину — туше, що еквівалентно нокауту в боксі. Це був найсенсаційніша перемога за всі Ігри.
За шість років до того на чемпіонаті світу 1993 року, який став для ван Ренсбурга єдиним змаганням тагого рівня в кар'єрі, він посів 10 місце. Вигравши Всеафриканські ігри 1990 року, він міг знову поїхати на чемпіонат світу наступного місяця в Туреччині, де ще одне потрапляння в топ-10 гарантувало йому місце на літніх Олімпійських іграх 2000 року в Сіднеї. Однак цього разу ван Ренсбург, який працював вчителем початкової школи в Клерксдорпі і мав дружину та чотирьох дітей, яких мав утримувати на невелику зарплату вчителя, не поїхав, тому що не зміг собі дозволити витратити 7 800 рандів на поїздку до Туреччини.

## Спортивні результати на міжнародних змаганнях

### Виступи на Чемпіонатах світу
| Змагання                        | Збірна | Вагова категорія          | Місце |
| ------------------------------- | ------ | ------------------------- | ----- |
| Чемпіонат світу з боротьби 1993 | ПАР    | вільна боротьба, до 62 кг | 10    |

### Виступи на Чемпіонатах Африки
| Змагання                         | Збірна | Вагова категорія          | Місце  |
| -------------------------------- | ------ | ------------------------- | ------ |
| Чемпіонат Африки з боротьби 1993 | ПАР    | вільна боротьба, до 62 кг | Срібло |
| Чемпіонат Африки з боротьби 1994 | ПАР    | вільна боротьба, до 57 кг | Золото |

### Виступи на Всеафриканських іграх
| Змагання                 | Збірна | Вагова категорія          | Місце  |
| ------------------------ | ------ | ------------------------- | ------ |
| Всеафриканські ігри 1999 | ПАР    | вільна боротьба, до 58 кг | Золото |

### Виступи на інших змаганнях
| Змагання                | Збірна | Вагова категорія          | Місце |
| ----------------------- | ------ | ------------------------- | ----- |
| Ігри Співдружності 1994 | ПАР    | вільна боротьба, до 62 кг | 4     |